# 聯合王國貴族爵位
聯合王國貴族爵位（英語：Peerage of the United Kingdom）指的是在通過《1800年聯合法令》後大不列顛及愛爾蘭聯合王國所頒授的爵位，取代先前大不列顛王國頒授的大不列顛貴族爵位爵位、愛爾蘭王國頒授的愛爾蘭貴族爵位（在1898年前愛爾蘭仍有頒授新貴族爵位——其最後頒授的爵位為凯德尔斯顿的寇松男爵）。在《1999年上議院法令》通過前，持有聯合王國爵位的所有貴族均會自動成為英國上議院議員。在法令通過後，除了終身貴族外，絕大部分世襲貴族均失去其議員身份（首次獲冊封的世襲貴族及父輩曾任上議院領袖的世襲貴族可獲加封終身貴族，以保留其上議院議席）。在《1963年爵位法令》通過前，蘇格蘭貴族並不會自動成爲上議院議員（《1707年聯合法令》中列明全體一百多名蘇格蘭貴族互選出16名貴族代表進入上議院議事），故部分愛爾蘭和蘇格蘭貴族獲加封聯合王國爵位，以讓他們能繞過16名的代表上限而在上議院議事。由於技術限制，本條目並未列出聯合王國貴族中的男爵爵位。有關聯合王國貴族中的男爵，請參見聯合王國貴族男爵爵位。

## 等級
聯合王國爵位共分五等，分別為公爵、侯爵、伯爵、子爵和男爵。
最後一個頒授的非王室爵位公爵為1900年的法夫公爵，而最後一個頒授的侯爵則爲1936年的威林登侯爵。除了終身貴族外，絕大部分爵位都在1964年工黨韋爾遜政府執政後停止頒授。1964年後只曾九次冊封世襲爵位，當中四人為王室成員、愛丁堡公爵愛德華王子獲分別冊封兩次。他們為：
| 姓名                         | 頒授年份             | 爵位                                   | 備注                                       |
| ---------------------------- | -------------------- | -------------------------------------- | ------------------------------------------ |
| ·莫里森                      | 1965年               | 馬格代爾男爵                           | 前1922委員會主席                           |
| 威廉·懷特洛                  | 1983年（1999年絕嗣） | 懷特洛子爵                             | 前内政大臣                                 |
| 喬治·托馬斯                  | 1983年（1997年絕嗣） | 托纳潘迪子爵                           | 前下議院議長                               |
| 哈羅德·麥美倫                | 1984年               | 斯多克東伯爵 歐文登的麥美倫子爵        | 前英國首相                                 |
| 約克公爵安德魯王子           | 1986年               | 約克公爵 延文禮士伯爵 基利萊男爵       | 伊麗莎白二世之二子，於他大婚當日獲冊封     |
| 威塞克斯伯爵愛德華王子       | 1999年               | 威塞克斯伯爵 塞文子爵                  | 伊麗莎白二世之三子，於他大婚當日獲冊封     |
| 劍橋公爵威廉王子             | 2011年               | 劍橋公爵 斯特拉森伯爵 卡里克弗格斯男爵 | 查爾斯三世之長子，於他大婚當日獲冊封       |
| 薩塞克斯公爵哈里王子         | 2018年               | 薩塞克斯公爵 東寶庭伯爵 奇基爾男爵     | 查爾斯三世之二子，於他大婚當日獲冊封       |
| 威塞克斯與科發伯爵愛德華王子 | 2019年               | 福弗爾伯爵                             | 伊麗莎白二世之三子，於他55歲生日當日獲冊封 |
| 愛丁堡公爵愛德華王子         | 2023年               | 愛丁堡公爵                             | 查理斯三世之胞弟，於他59歲生日當日獲冊封   |

## 公爵爵位
- 次等頭銜
- 為讓愛爾蘭和蘇格蘭貴族能於上議院議事而頒授（蘇格蘭貴族於1963年前（英语：Peerage Act 1963）、愛爾蘭貴族於1999年前，並不會自動成爲上議院議員）

| 紋章 | 爵位                                   | 冊封日期       | 獲冊封者                             | 備注                                                   | 冊封君主                  |
| ---- | -------------------------------------- | -------------- | ------------------------------------ | ------------------------------------------------------ | ------------------------- |
|      | 威靈頓公爵 杜羅侯爵                    | 1814年5月11日  | 第一代威靈頓侯爵                     | 因陸軍軍功獲冊封。                                     | 攝政王 以父王佐治三世名義 |
|      | 薩瑟蘭公爵                             | 1833年1月28日  | 第一代薩瑟蘭公爵喬治·琉森-高爾       |                                                        | 威廉四世                  |
|      | 西敏公爵                               | 1874年2月27日  | 第一代西敏公爵休·格羅夫納            |                                                        | 維多利亞女皇              |
|      | 戈登公爵 金拉拉伯爵                    | 1876年1月13日  | 第六代里士满公爵查尔斯·戈登-伦诺克斯 |                                                        | 維多利亞女皇              |
|      | 奧爾巴尼公爵 克拉倫斯伯爵 阿克洛男爵   | 1881年5月24日  | 利奥波德王子                         | 爵位因《1917年稱號剝奪法令》被剝奪。                   | 維多利亞女皇              |
|      | 阿蓋爾公爵                             | 1892年4月7日   | 第八代阿蓋爾公爵喬治·坎貝爾          | 其後代在《1963年爵位法令》通過前為上議院議員。         | 維多利亞女皇              |
|      | 法夫公爵 麥達夫伯爵                    | 1900年4月24日  | 第一代法夫公爵亞歷山大·達夫          | [ 2 ] [ note 1 ]                                       | 維多利亞女皇              |
|      | 格洛斯特公爵 阿爾斯特伯爵 卡洛登男爵   | 1928年4月31日  | 亨利王子                             | 於28歲生日當日獲冊封。                                 | 乔治五世                  |
|      | 根德公爵 聖安德魯斯伯爵 唐帕特里克男爵 | 1934年10月12日 | 佐治王子                             | 因他與希臘及丹麥馬里納郡主於同年11月29日結婚而獲冊封。 | 乔治五世                  |
|      | 愛丁堡公爵 梅里奧尼斯伯爵 格林威治男爵 | 1947年11月20日 | 菲臘·蒙巴頓爵士                      | 於與伊利沙伯公主大婚當日獲冊封。                       | 乔治六世                  |
|      | 約克公爵 延文禮士伯爵 基利萊男爵       | 1986年7月23日  | 安德魯王子                           | 於大婚當日獲冊封。                                     | 伊麗莎白二世              |
|      | 劍橋公爵 斯特拉森伯爵 卡里克弗格斯男爵 | 2011年4月29日  | 威爾斯的威廉王子                     | 於大婚當日獲冊封                                       | 伊麗莎白二世              |
|      | 薩塞克斯公爵 東寶庭伯爵 奇基爾男爵     | 2018年5月18日  | 威爾斯的哈里王子                     | 於大婚當日獲冊封                                       | 伊麗莎白二世              |
|      | 愛丁堡公爵 威塞克斯伯爵 塞文子爵       | 2023年3月10日  | 愛德華王子                           | 於59歲生日當日獲冊封                                   | 查理三世                  |

## 侯爵爵位
- 次等頭銜
- 為讓愛爾蘭和蘇格蘭貴族能於上議院議事而頒授（蘇格蘭貴族於1963年前（英语：Peerage Act 1963）、愛爾蘭貴族於1999年前並不會自動成爲上議院議員）

| 紋章 | 爵位                                     | 冊封日期       | 獲冊封者                           | 備注                                   | 冊封君主                  |
| ---- | ---------------------------------------- | -------------- | ---------------------------------- | -------------------------------------- | ------------------------- |
|      | 埃克塞特侯爵                             | 1801年2月4日   | 第十代埃克塞特伯爵                 |                                        | 佐治三世                  |
|      | 北安普頓侯爵 康普頓伯爵 威明頓男爵       | 1812年9月7日   | 第九代北安普頓伯爵                 |                                        | 攝政王 以父王佐治三世名義 |
|      | 卡姆登侯爵 布雷克諾克伯爵                | 1812年9月7日   | 第二代卡姆登伯爵                   | 曾任愛爾蘭總督。                       | 攝政王 以父王佐治三世名義 |
|      | 威靈頓侯爵                               | 1812年10月3日  | 由聯合王國爵位中的威靈頓公爵持有。 | 由聯合王國爵位中的威靈頓公爵持有。     | 攝政王 以父王佐治三世名義 |
|      | 安格爾西侯爵                             | 1815年7月4日   | 第二代阿克斯布里奇伯爵             | 因陸軍軍功獲冊封。                     | 攝政王 以父王佐治三世名義 |
|      | 喬姆利侯爵 罗克萨维奇伯爵                | 1815年11月22日 | 第四代喬姆利伯爵                   | 冊封時為時任宮內大臣（任至1821年）。   | 攝政王 以父王佐治三世名義 |
|      | 艾爾斯伯里侯爵 布鲁斯伯爵 薩弗納克子爵   | 1821年7月17日  | 第二代艾爾斯伯里伯爵               |                                        | 佐治四世                  |
|      | 布里斯托侯爵 傑明伯爵                    | 1826年6月30日  | 第五代布里斯托伯爵                 |                                        | 佐治四世                  |
|      | 艾里沙侯爵                               | 1831年9月10日  | 第十二代卡西利斯伯爵               |                                        | 威廉四世                  |
|      | 西敏侯爵                                 | 1831年9月13日  | 由聯合王國爵位中的西敏公爵持有。   | 由聯合王國爵位中的西敏公爵持有。       | 威廉四世                  |
|      | 諾曼比侯爵                               | 1838年6月25日  | 第二代馬爾格雷夫伯爵               | 冊封時為時任愛爾蘭總督（任至1839年）。 | 維多利亞女皇              |
|      | 阿伯加文尼侯爵 雷威斯伯爵                | 1876年1月14日  | 第五代阿伯加文尼伯爵               |                                        | 維多利亞女皇              |
|      | 澤特蘭侯爵 羅納謝伯爵                    | 1892年8月22日  | 第三代澤特蘭伯爵                   | 曾任愛爾蘭總督。                       | 維多利亞女皇              |
|      | 林利斯哥侯爵                             | 1902年10月27日 | 第七代霍普敦伯爵                   | 冊封時為時任澳洲總督（任至1903年）。   | 愛德華七世                |
|      | 阿伯丁和特麥爾侯爵 哈多伯爵              | 1916年1月4日   | 第七代阿伯丁伯爵                   | 曾任加拿大總督。                       | 喬治五世                  |
|      | 米爾福德黑文侯爵 梅迪納伯爵 奧爾德尼子爵 | 1917年11月7日  | 巴滕貝格的路易親王                 | 冊封前已放棄所有德籍爵位及頭銜。       | 喬治五世                  |
|      | 雷丁侯爵                                 | 1926年5月7日   | 第一代雷丁伯爵                     | 曾任印度總督。                         | 喬治五世                  |

## 伯爵爵位
- 次等頭銜
- 為讓愛爾蘭和蘇格蘭貴族能於上議院議事而頒授（蘇格蘭貴族於1963年前（英语：Peerage Act 1963）、愛爾蘭貴族於1999年前並不會自動成爲上議院議員）

| 紋章 | 爵位                                                | 冊封日期       | 獲冊封者                                     | 備注                                                       | 冊封君主                  |
| ---- | --------------------------------------------------- | -------------- | -------------------------------------------- | ---------------------------------------------------------- | ------------------------- |
|      | 羅斯林伯爵                                          | 1801年4月21日  | 第一代拉夫堡男爵                             | 曾任大不列顛大法官。                                       | 喬治三世                  |
|      | 克雷文伯爵 優芬頓子爵                               | 1801年6月18日  | 第七代克雷文男爵                             |                                                            | 喬治三世                  |
|      | 昂斯洛伯爵 克蘭莉子爵                               | 1801年6月19日  | 第四代昂斯洛男爵                             |                                                            | 喬治三世                  |
|      | 羅姆尼伯爵 馬舍姆子爵                               | 1801年6月22日  | 第三代羅姆尼男爵                             |                                                            | 喬治三世                  |
|      | 奇切斯特伯爵                                        | 1801年6月23日  | 第二代斯坦默的佩勒姆男爵                     |                                                            | 喬治三世                  |
|      | 威爾頓伯爵 格雷狄威爾頓子爵                         | 1801年6月26日  | 第一代格雷狄威爾頓男爵                       | [ note 1 ]                                                 | 喬治三世                  |
|      | 博維斯伯爵 克萊夫子爵 赫伯特男爵 博維斯男爵         | 1804年5月14日  | 第一代克萊夫男爵                             | 冊封時為時任愛爾蘭總督（任至1806年）。                     | 喬治三世                  |
|      | 納爾遜伯爵 默頓子爵                                 | 1805年11月20日 | 威廉·納爾遜紳士                              | 為霍雷肖·納爾遜之兄。                                      | 喬治三世                  |
|      | 格雷伯爵 霍威克子爵                                 | 1806年4月11日  | 第一代格雷男爵                               | 因陸軍軍功獲冊封。                                         | 喬治三世                  |
|      | 朗斯代爾伯爵                                        | 1807年4月7日   | 第二代勞瑟子爵                               |                                                            | 喬治三世                  |
|      | 哈洛比伯爵 山頓子爵                                 | 1809年7月19日  | 第二代哈羅比男爵                             | 曾任外交大臣。                                             | 喬治三世                  |
| 1 !  | 威靈頓伯爵                                          | 1812年2月28日  | 由聯合王國爵位中的威靈頓公爵持有。           | 由聯合王國爵位中的威靈頓公爵持有。                         | 攝政王 以父王佐治三世名義 |
| 2 !  | 馬爾格雷夫伯爵 諾曼比子爵                           | 1812年9月7日   | 由聯合王國爵位中的諾曼比侯爵持有。           | 由聯合王國爵位中的諾曼比侯爵持有。                         | 攝政王 以父王佐治三世名義 |
|      | 哈伍德伯爵 拉塞爾斯子爵                             | 1812年9月7日   | 第一代拉塞爾斯男爵                           |                                                            | 攝政王 以父王佐治三世名義 |
|      | 明托伯爵 梅爾乾子爵                                 | 1813年2月24日  | 第一代明托男爵                               | 冊封時為時任威廉堡省總督（任至1813年）。                   | 攝政王 以父王佐治三世名義 |
|      | 卡斯卡特伯爵                                        | 1814年7月16日  | 第一代卡斯卡特子爵                           | 因陸軍軍功獲冊封。                                         | 攝政王 以父王佐治三世名義 |
|      | 維魯拉姆伯爵 格里姆斯頓子爵                         | 1815年11月24日 | 第四代格里姆斯頓子爵                         |                                                            | 攝政王 以父王佐治三世名義 |
|      | 聖傑滿士伯爵                                        | 1815年11月28日 | 第二代艾略特男爵                             | [ note 1 ]                                                 | 攝政王 以父王佐治三世名義 |
|      | 莫萊伯爵 柏凌敦子爵                                 | 1815年11月29日 | 第二代柏凌敦男爵                             |                                                            | 攝政王 以父王佐治三世名義 |
|      | 布拉德福德伯爵 紐波特子爵                           | 1815年11月30日 | 第二代布拉德福德男爵                         |                                                            | 攝政王 以父王佐治三世名義 |
|      | 艾爾敦伯爵 恩科姆子爵                               | 1821年7月7日   | 第一代埃爾登男爵                             | 冊封時為時任大法官（任至1827年）。                         | 喬治四世                  |
|      | 何奧伯爵                                            | 1821年7月16日  | 第二代寇松子爵                               |                                                            | 喬治四世                  |
|      | 斯德布魯克伯爵 敦威治子爵                           | 1821年7月18日  | 第一代勞斯男爵                               |                                                            | 喬治四世                  |
|      | 斯托的坦普爾伯爵                                    | 1822年2月4日   | 第二代白金漢侯爵                             | [ note 1 ]                                                 | 喬治四世                  |
| 2 !  | 范恩伯爵 錫厄姆子爵                                 | 1823年7月8日   | 第三代倫敦德里侯爵                           | 其後代在《1999年上議院法令》通過前為上議院議員。           | 喬治四世                  |
| 2 !  | 范恩伯爵 錫厄姆子爵                                 | 1823年7月8日   | 第三代倫敦德里侯爵                           | 曾任駐奧地利大使。                                         | 喬治四世                  |
|      | 考多伯爵 埃姆林子爵                                 | 1827年10月6日  | 第二代考多男爵                               |                                                            | 喬治四世                  |
| 1 !  | 伯靈頓伯爵 卡文迪許男爵                             | 1831年9月15日  | 自1858年起由英格蘭爵位中的德文郡公爵持有。   | 自1858年起由英格蘭爵位中的德文郡公爵持有。                 | 威廉四世                  |
|      | 利奇菲爾德伯爵                                      | 1831年9月15日  | 第二代安森子爵                               | 冊封時為時任内廷掌犬宮（任至1834年）。                     | 威廉四世                  |
|      | 達勒姆伯爵 蘭姆頓子爵                               | 1833年3月23日  | 第一代達勒姆男爵                             | 曾任掌璽大臣。                                             | 威廉四世                  |
|      | 格蘭維爾伯爵 萊韋森男爵                             | 1833年5月10日  | 第一代格蘭維爾子爵                           | 冊封時為時任駐法國大使（任至1841年），並曾任駐俄羅斯大使。 | 威廉四世                  |
|      | 埃芬漢伯爵                                          | 1837年1月27日  | 第十一代埃芬漢的霍華德男爵                   | 因陸軍軍功獲冊封。                                         | 威廉四世                  |
|      | 杜西伯爵 摩頓男爵                                   | 1837年1月28日  | 第四代杜西男爵                               |                                                            | 威廉四世                  |
|      | 亞伯洛伯爵 沃斯利男爵                               | 1837年1月30日  | 第二代亞伯洛男爵                             |                                                            | 威廉四世                  |
| 1 !  | 英尼斯伯爵                                          | 1837年8月11日  | 第六代羅克斯堡公爵                           | 其後代在《1963年爵位法令》通過前為上議院議員。             | 維多利亞女皇              |
|      | 萊斯特伯爵 科克子爵                                 | 1837年8月12日  | 托馬斯·科克紳士                              |                                                            | 維多利亞女皇              |
| 2 !  | 澤特蘭伯爵                                          | 1838年7月2日   | 由聯合王國爵位中的澤特蘭侯爵持有。           | 由聯合王國爵位中的澤特蘭侯爵持有。                         | 維多利亞女皇              |
|      | 蓋恩斯伯勒伯爵 卡姆登子爵 諾爾男爵                  | 1841年8月16日  | 第三代巴勒姆男爵                             |                                                            | 維多利亞女皇              |
| 1 !  | 艾斯美伯爵 布萊克利子爵                             | 1846年7月6日   | 自1963年起由聯合王國爵位中的薩瑟蘭公爵持有。 | 自1963年起由聯合王國爵位中的薩瑟蘭公爵持有。               | 維多利亞女皇              |
|      | 斯特拉福德伯爵 恩菲爾德子爵                         | 1847年9月18日  | 第一代斯特拉福德男爵                         | 因陸軍軍功獲冊封。                                         | 維多利亞女皇              |
|      | 科頓哈姆伯爵 克勞赫斯特子爵                         | 1850年6月11日  | 第一代皮普斯男爵                             | 冊封時為時任大不列顛大法官（任至1850年）。                 | 維多利亞女皇              |
|      | 考利伯爵 單根子爵                                   | 1857年4月11日  | 第二代考利男爵                               | 冊封時為時任駐法國大使（任至1867年）。                     | 維多利亞女皇              |
|      | 溫頓伯爵                                            | 1859年6月23日  | 第十三代艾靈頓伯爵                           | 冊封時為時任愛爾蘭總督（任至1859年）。                     | 維多利亞女皇              |
|      | 達德利伯爵 艾德納子爵                               | 1860年2月17日  | 第十一代沃德男爵                             |                                                            | 維多利亞女皇              |
|      | 羅素伯爵 安伯利子爵                                 | 1861年7月30日  | 非常尊敬的約翰·羅素，MP                      | 曾任聯合王國首相。                                         | 維多利亞女皇              |
|      | 克羅馬蒂伯爵 塔巴特子爵 卡斯爾哈文男爵 麥克勞德男爵 | 1861年10月21日 | 薩瑟蘭公爵夫人                               | [ note 1 ]                                                 | 維多利亞女皇              |
|      | 金伯利伯爵                                          | 1866年6月1日   | 第一代伍德豪斯男爵                           | 冊封時為時任愛爾蘭總督（任至1866年）。                     | 維多利亞女皇              |
|      | 華恩克里夫伯爵 卡爾頓子爵                           | 1876年1月15日  | 第一代華恩克里夫男爵                         | [ note 1 ]                                                 | 維多利亞女皇              |
|      | 凱恩斯伯爵 加莫伊爾子爵                             | 1878年9月27日  | 第一代凱恩斯男爵                             | 冊封時為時任大不列顛大法官（任至1880年）。                 | 維多利亞女皇              |
|      | 李頓伯爵 科內博斯子爵                               | 1880年4月28日  | 第二代李頓男爵                               | 冊封時為時任印度總督（任至1880年）。                       | 維多利亞女皇              |
|      | 塞爾伯恩伯爵 沃爾默子爵                             | 1882年12月30日 | 第一代塞爾伯恩男爵                           | 冊封時為時任大不列顛大法官（任至1885年）。                 | 維多利亞女皇              |
|      | 伊茲利伯爵 聖西爾斯子爵                             | 1885年7月3日   | 非常尊敬的斯特拉福德·諾斯科特爵士，MP        | 冊封時為時任第一財政大臣（任至1886年）。                   | 維多利亞女皇              |
|      | 克蘭布魯克伯爵 梅德韋男爵                           | 1892年8月22日  | 第一代克蘭布魯克子爵                         | 曾任內政大臣。                                             | 維多利亞女皇              |
|      | 克羅默伯爵 埃靈頓子爵                               | 1901年8月6日   | 第一代克羅默子爵                             | 冊封時為時任駐埃及大使（任至1907年）。                     | 愛德華七世                |
|      | 普利茅斯伯爵 溫莎子爵                               | 1905年12月18日 | 第十一代溫莎男爵                             | 曾任財政部主計長。                                         | 愛德華七世                |
|      | 利物浦伯爵 霍克斯伯里子爵                           | 1905年12月22日 | 第一代霍克斯伯里男爵                         | 冊封時為時任宮內大臣（任至1907年）。                       | 愛德華七世                |
|      | 中洛錫安伯爵 蒙特摩爾子爵 葉森男爵                  | 1911年7月3日   | 第五代羅斯伯里伯爵                           | 曾任聯合王國首相。                                         | 喬治五世                  |
|      | 聖艾德溫伯爵 奎寧頓子爵                             | 1915年2月22日  | 第一代聖艾德溫子爵                           | 曾任財政大臣。                                             | 喬治五世                  |
| 2 !  | 雷丁伯爵 厄利子爵                                   | 1917年12月20日 | 由聯合王國爵位中的雷丁侯爵持有。             | 由聯合王國爵位中的雷丁侯爵持有。                           | 喬治五世                  |
|      | 貝蒂伯爵 博羅代爾子爵 貝蒂男爵                      | 1919年9月27日  | 戴維·貝蒂爵士                                | 因海軍軍功獲冊封。                                         | 喬治五世                  |
|      | 黑格伯爵 道伊克子爵 黑格男爵                        | 1919年9月29日  | 道格拉斯·黑格爵士                            | 因陸軍軍功獲冊封。                                         | 喬治五世                  |
|      | 艾維格伯爵 埃爾夫登子爵                             | 1919年9月30日  | 第一代艾維格子爵                             |                                                            | 喬治五世                  |
|      | 貝爾福伯爵 特拉普蘭子爵                             | 1922年5月5日   | 非常尊敬的阿瑟·貝爾福爵士，MP                | 曾任聯合王國首相。                                         | 喬治五世                  |
|      | 牛津及阿斯奎斯伯爵 阿斯奎斯子爵                     | 1925年2月9日   | 非常尊敬的H·H·阿斯奎斯                       | 曾任聯合王國首相。                                         | 喬治五世                  |
|      | 傑利科伯爵 布羅卡斯子爵                             | 1925年6月29日  | 第一代傑利科子爵                             | 曾任新西蘭總督。                                           | 喬治五世                  |
|      | 英奇凱普伯爵 格萊納普子爵                           | 1929年6月20日  | 第一代英奇凱普子爵                           | 曾任鐵行輪船公司主席。                                     | 喬治五世                  |
|      | 皮爾伯爵 克蘭菲爾德子爵                             | 1929年7月10日  | 第二代皮爾子爵                               | 曾任印度事務大臣。                                         | 喬治五世                  |
|      | 斯特拉斯莫爾與金霍恩伯爵                            | 1937年6月1日   | 第十四代斯特拉斯莫爾與金霍恩伯爵             | 喬治六世的岳父。                                           | 喬治六世                  |
|      | 布由德利的鮑德溫伯爵 科韋代爾子爵                   | 1937年6月8日   | 非常尊敬的斯坦利·鲍德温爵士，MP              | 曾任英國首相。                                             | 喬治六世                  |
|      | 哈利法克斯伯爵                                      | 1944年7月11日  | 第二代哈利法克斯子爵                         | 曾任印度總督。                                             | 喬治六世                  |
|      | 高里伯爵 坎培拉的魯思文子爵                         | 1945年1月8日   | 第一代高里男爵                               | 冊封時為時任澳洲總督（任至1945年）。                       | 喬治六世                  |
|      | 德威弗爾的勞萊-喬治伯爵 格溫內斯子爵                | 1945年2月12日  | 非常尊敬的大衛·勞合·喬治，MP                 | 曾任英國首相。                                             | 喬治六世                  |
|      | 緬甸的蒙巴頓伯爵 羅姆塞男爵                         | 1947年10月18日 | 第一代緬甸的蒙巴頓子爵                       | 冊封時為時任印度總督（任至1948年）。                       | 喬治六世                  |
|      | 突尼斯的亞歷山大伯爵 麗都男爵                       | 1952年3月11日  | 第一代突尼斯的亞歷山大子爵                   | 曾任加拿大總督。                                           | 伊麗莎白二世              |
|      | 史雲頓伯爵 馬先男爵                                 | 1955年5月5日   | 第一代史雲頓子爵                             | 曾任英聯邦關係大臣。                                       | 伊麗莎白二世              |
|      | 艾德禮伯爵 普勒斯伍德子爵                           | 1955年12月16日 | 非常尊敬的克莱门特·艾德礼，MP                | 曾任英國首相。                                             | 伊麗莎白二世              |
|      | 伍爾頓伯爵 沃布爾頓子爵                             | 1956年12月9日  | 第一代伍爾頓子爵                             | 曾任保守黨主席。                                           | 伊麗莎白二世              |
|      | 斯諾登伯爵 林利子爵                                 | 1961年10月6日  | 安東尼·阿姆斯特朗-瓊斯紳士                   | 為瑪嘉烈公主之丈夫。                                       | 伊麗莎白二世              |
|      | 斯多克東伯爵 歐文登的麥美倫子爵                     | 1984年2月24日  | 非常尊敬的哈羅德·麥美倫                      | 曾任英國首相。                                             | 伊麗莎白二世              |
|      | 威塞克斯伯爵 塞文子爵                               | 1999年6月19日  | 愛德華王子                                   | 於他大婚當日獲冊封。                                       | 伊麗莎白二世              |
|      | 福弗爾伯爵                                          | 2019年3月10日  | 愛德華王子                                   | 於他55歲生日當日獲冊封（爵位只限在蘇格蘭使用）。           | 伊麗莎白二世              |

## 子爵爵位
- 次等頭銜
- 為讓愛爾蘭和蘇格蘭貴族能於上議院議事而頒授（蘇格蘭貴族於1963年前（英语：Peerage Act 1963）、愛爾蘭貴族於1999年前並不會自動成爲上議院議員）

| 紋章 | 爵位                              | 冊封日期       | 獲冊封者                                       | 備注                                             | 冊封君主                  |
| ---- | --------------------------------- | -------------- | ---------------------------------------------- | ------------------------------------------------ | ------------------------- |
|      | 聖文森子爵                        | 1801年4月27日  | 第一代聖文森伯爵                               | 因海軍軍功獲冊封。                               | 喬治三世                  |
| 3 !  | 寇松子爵                          | 1802年2月27日  | 由聯合王國爵位中的何奧伯爵持有。               | 由聯合王國爵位中的何奧伯爵持有。                 | 喬治三世                  |
| 4 !  | 梅爾維爾子爵 杜禮納男爵           | 1802年12月24日 | 非常尊敬的亨利·登打士，MP                      | 曾任内政大臣。                                   | 喬治三世                  |
| 4 !  | 西德默斯子爵                      | 1805年1月12日  | 非常尊敬的亨利·阿丁頓，MP                      | 曾任英國首相。                                   | 喬治三世                  |
| 3 !  | 安森子爵 索伯頓男爵               | 1806年2月17日  | 由聯合王國爵位中的利奇菲爾德伯爵持有。         | 由聯合王國爵位中的利奇菲爾德伯爵持有。           | 喬治三世                  |
| 3 !  | 卡斯卡特子爵 格林諾克男爵         | 1807年11月9日  | 由聯合王國爵位中的卡斯卡特伯爵持有。           | 由聯合王國爵位中的卡斯卡特伯爵持有。             | 喬治三世                  |
| 1 !  | 威靈頓子爵 杜羅男爵               | 1809年9月4日   | 由聯合王國爵位中的威靈頓公爵持有。             | 由聯合王國爵位中的威靈頓公爵持有。               | 喬治三世                  |
| 2 !  | 哥頓子爵                          | 1814年7月16日  | 由聯合王國爵位中的阿伯丁和特麥爾侯爵持有。     | 由聯合王國爵位中的阿伯丁和特麥爾侯爵持有。       | 攝政王 以父王佐治三世名義 |
| 3 !  | 格蘭維爾子爵                      | 1815年8月12日  | 由聯合王國爵位中的格蘭維爾伯爵持有。           | 由聯合王國爵位中的格蘭維爾伯爵持有。             | 攝政王 以父王佐治三世名義 |
|      | 埃克斯茅斯子爵                    | 1816年12月10日 | 第一代埃克斯茅斯男爵                           | 因海軍軍功獲冊封。                               | 攝政王 以父王佐治三世名義 |
| 3 !  | 哈欽森子爵                        | 1821年7月14日  | 第一代多諾莫爾伯爵                             | 其後代在《1999年上議院法令》通過前為上議院議員。 | 喬治四世                  |
| 3 !  | 克蘭克蒂子爵                      | 1823年12月8日  | 第二代克蘭克蒂伯爵                             | 其後代在《1999年上議院法令》通過前為上議院議員。 | 喬治四世                  |
| 3 !  | 克蘭克蒂子爵                      | 1823年12月8日  | 第二代克蘭克蒂伯爵                             | 曾任駐荷蘭大使。                                 | 喬治四世                  |
|      | 康伯米爾子爵                      | 1827年2月8日   | 第一代康伯米爾男爵                             | 因陸軍軍功獲冊封。                               | 喬治四世                  |
| 4 !  | 希爾子爵                          | 1842年9月27日  | 第一代希爾男爵                                 | 因陸軍軍功獲冊封。                               | 維多利亞女皇              |
|      | 哈丁子爵                          | 1846年5月2日   | 非常尊敬的亨利·哈丁爵士                        | 曾任印度總督。                                   | 維多利亞女皇              |
|      | 歌賦子爵                          | 1849年6月15日  | 第一代歌賦男爵                                 | 因陸軍軍功獲冊封。                               | 維多利亞女皇              |
| 3 !  | 哈利法克斯子爵                    | 1866年2月21日  | 由聯合王國爵位中的哈利法克斯伯爵持有。         | 由聯合王國爵位中的哈利法克斯伯爵持有。           | 維多利亞女皇              |
|      | 布里德波特子爵                    | 1868年7月6日   | 第三代布里德波特男爵                           | 因陸軍軍功獲冊封。                               | 維多利亞女皇              |
|      | 波特曼子爵                        | 1873年3月28日  | 第一代波曼男爵                                 |                                                  | 維多利亞女皇              |
| 3 !  | 克蘭布林克子爵                    | 1878年5月4日   | 由聯合王國爵位中的克蘭布林克伯爵持有。         | 由聯合王國爵位中的克蘭布林克伯爵持有。           | 維多利亞女皇              |
| 4 !  | 漢普登子爵                        | 1884年3月4日   | 非常尊敬的亨利·布蘭德，MP                      | 曾任下議院議長                                   | 維多利亞女皇              |
|      | 漢布爾登子爵                      | 1891年11月11日 | 艾蜜莉·史密斯                                  | 為第一財政大臣威廉·亨利·史密斯議員的孀婦。       | 維多利亞女皇              |
| 3 !  | 皮爾子爵                          | 1895年5月9日   | 由聯合王國爵位中的皮爾伯爵持有。.              | 由聯合王國爵位中的皮爾伯爵持有。.                | 維多利亞女皇              |
|      | 納茨福德子爵                      | 1895年8月3日   | 第一代納茨福德男爵                             | 曾任殖民地大臣。                                 | 維多利亞女皇              |
|      | 伊舍子爵                          | 1897年11月11日 | 第一代伊舍男爵                                 | 曾任主事官。                                     | 維多利亞女皇              |
| 3 !  | 克羅默子爵                        | 1899年7月25日  | 由聯合王國爵位中的克羅默伯爵持有。             | 由聯合王國爵位中的克羅默伯爵持有。               | 維多利亞女皇              |
| 4 !  | 戈申子爵                          | 1900年12月18日 | 非常尊敬的喬治·戈申                            | 曾任財政大臣。                                   | 維多利亞女皇              |
| 4 !  | 里德利子爵 文斯利代爾男爵         | 1900年12月19日 | 非常尊敬的馬修·懷特-里德利爵士，MP             | 曾任内政大臣。                                   | 維多利亞女皇              |
|      | 卡爾洛斯的科爾維爾子爵            | 1902年7月12日  | 第十代卡爾洛斯的科爾維爾勳爵                   | 曾任內廷掌犬宮。                                 | 愛德華七世                |
| 4 !  | 塞爾比子爵                        | 1905年7月6日   | 非常尊敬的威廉·格利，MP                        | 曾任下議院議長。                                 | 愛德華七世                |
| 3 !  | 艾維格子爵                        | 1905年12月18日 | 由聯合王國爵位中的艾維格伯爵持有。             | 由聯合王國爵位中的艾維格伯爵持有。               | 愛德華七世                |
| 3 !  | 奧特魯普子爵                      | 1905年12月19日 | 由大不列顛爵位中的史賓賽伯爵持有。             | 由大不列顛爵位中的史賓賽伯爵持有。               | 愛德華七世                |
| 3 !  | 聖艾德溫子爵                      | 1906年1月6日   | 由聯合王國爵位中的聖艾德溫伯爵持有。           | 由聯合王國爵位中的聖艾德溫伯爵持有。             | 愛德華七世                |
| 4 !  | 諾利斯子爵                        | 1911年7月4日   | 第一代諾利斯男爵                               | 曾任君主私人秘書。                               | 喬治五世                  |
| 4 !  | 艾倫代爾子爵                      | 1911年7月5日   | 第二代溫特沃思男爵                             |                                                  | 喬治五世                  |
|      | 奇爾斯頓子爵 巴德斯的道格拉斯男爵 | 1911年7月6日   | 非常尊敬的亞哩達·埃克斯-道格拉斯，MP           | 曾任内政大臣。                                   | 喬治五世                  |
|      | 斯卡斯代爾子爵                    | 1911年11月2日  | 第一代凱德爾斯頓的寇松男爵                     | 曾任印度總督。                                   | 喬治五世                  |
|      | 梅西子爵                          | 1916年6月22日  | 第一代梅西男爵                                 | 爲上議院法官。                                   | 喬治五世                  |
| 2 !  | 雷丁子爵                          | 1916年6月26日  | 由聯合王國爵位中的雷丁侯爵持有。               | 由聯合王國爵位中的雷丁侯爵持有。                 | 喬治五世                  |
| 4 !  | 考德雷子爵                        | 1917年1月2日   | 第一代考德雷男爵                               | 曾任空軍大臣 (英國)。                            | 喬治五世                  |
|      | 德文港子爵                        | 1917年6月23日  | 第一代德文港男爵                               | 曾任食物大臣 (英國)。                            | 喬治五世                  |
| 4 !  | 阿斯特子爵                        | 1917年6月23日  | 第一代阿斯特男爵                               | 第一個被封世襲貴族的美國人。                     | 喬治五世                  |
| 3 !  | 傑利科子爵                        | 1918年1月15日  | 由聯合王國爵位中的傑利科伯爵持有。             | 由聯合王國爵位中的傑利科伯爵持有。               | 喬治五世                  |
|      | 溫伯恩子爵                        | 1918年6月15日  | 第二代溫伯恩男爵                               | 曾任愛爾蘭總督。                                 | 喬治五世                  |
|      | 聖戴維斯子爵                      | 1918年6月17日  | 第一代聖戴維斯男爵                             |                                                  | 喬治五世                  |
| 4 !  | 羅瑟米爾子爵                      | 1919年5月17日  | 第一代羅瑟米爾男爵                             | 為每日郵報創辦人。                               | 喬治五世                  |
| 4 !  | 艾倫比子爵                        | 1919年10月7日  | 埃德蒙·艾倫比爵士                              | 因陸軍軍功獲冊封。                               | 喬治五世                  |
| 4 !  | 切爾姆斯福德子爵                  | 1921年6月3日   | 第三代切爾姆斯福德男爵                         | 曾任印度總督。                                   | 喬治五世                  |
| 4 !  | 朗子爵                            | 1921年6月4日   | 非常尊敬的懷特·朗，MP                          | 曾任愛爾蘭統一聯盟領袖。                         | 喬治五世                  |
| 4 !  | 奧斯湖子爵                        | 1921年7月8日   | 非常尊敬的詹姆斯·勞瑟，MP                      | 曾任下議院議長。                                 | 喬治五世                  |
| 4 !  | 萊基的楊格子爵                    | 1923年2月20日  | 喬治·楊格爵士                                  | 曾任保守黨主席。                                 | 喬治五世                  |
| 3 !  | 英奇凱普子爵                      | 1924年1月21日  | 由聯合王國爵位中的英奇凱普伯爵持有。           | 由聯合王國爵位中的英奇凱普伯爵持有。             | 喬治五世                  |
| 4 !  | 比爾斯特德子爵                    | 1925年6月16日  | 第一代比爾斯特德男爵                           | 為蜆殼公司創辦人。                               | 喬治五世                  |
| 4 !  | 克雷加文子爵                      | 1927年1月20日  | 非常尊敬的詹姆斯·克雷格爵士，MP                | 曾任北愛爾蘭總理。                               | 喬治五世                  |
| 4 !  | 布里奇曼子爵                      | 1929年6月18日  | 非常尊敬的威廉·布里奇曼                        | 曾任内政大臣。                                   | 喬治五世                  |
| 4 !  | 海爾什姆子爵                      | 1929年7月4日   | 第一代海爾什姆男爵                             | 曾任大法官。                                     | 喬治五世                  |
| 5 !  | 布倫特福德子爵                    | 1929年7月5日   | 非常尊敬的威廉·喬因森-希克斯爵士，MP           | 曾任内政大臣。                                   | 喬治五世                  |
| 4 !  | 巴克馬斯特子爵                    | 1933年2月24日  | 第一代巴克馬斯特男爵                           | 曾任大法官。                                     | 喬治五世                  |
| 4 !  | 布萊迪斯洛子爵                    | 1935年6月24日  | 第一代布萊迪斯洛男爵                           | 曾任新西蘭總督。                                 | 喬治五世                  |
| 3 !  | 史雲頓子爵                        | 1935年11月29日 | 由聯合王國爵位中的史雲頓伯爵持有。             | 由聯合王國爵位中的史雲頓伯爵持有。               | 喬治五世                  |
| 4 !  | 漢沃思子爵                        | 1936年1月17日  | 漢沃思男爵                                     | 曾任主事官。                                     | 喬治五世                  |
| 4 !  | 特倫查德子爵                      | 1936年1月31日  | 第一代特倫查德男爵                             | 曾任倫敦警務處處長。                             | 愛德華八世                |
| 4 !  | 塞繆爾子爵                        | 1937年6月8日   | 非常尊敬的赫伯特·塞繆爾爵士                    | 曾任内政大臣。                                   | 喬治六世                  |
| 5 !  | 多克斯福德的朗西曼子爵            | 1937年6月10日  | 非常尊敬的華特·朗西曼，MP                      | 曾任貿易委員會主席。                             | 喬治六世                  |
| 5 !  | 戴維森子爵                        | 1937年6月11日  | 非常尊敬的J·C·C·戴維森爵士，MP                 | 曾任保守黨主席。                                 | 喬治六世                  |
| 4 !  | 威爾子爵                          | 1938年6月25日  | 第一代威爾男爵                                 | 曾任空軍大臣 (英國)。                            | 喬治六世                  |
| 3 !  | 斯冬希文子爵                      | 1938年6月27日  | 自1974年起由蘇格蘭爵位中的基彤爾伯爵持有。     | 自1974年起由蘇格蘭爵位中的基彤爾伯爵持有。       | 喬治六世                  |
| 5 !  | 科爾德科特子爵                    | 1939年9月6日   | 非常尊敬的托馬斯·恩斯基普爵士，MP              | 曾任大法官。                                     | 喬治六世                  |
| 4 !  | 西蒙子爵                          | 1940年5月20日  | 非常尊敬的約翰·西蒙爵士，MP                    | 曾任大法官。                                     | 喬治六世                  |
|      | 卡姆羅斯子爵                      | 1941年1月20日  | 第一代卡姆羅斯男爵                             | 為每日電訊報之持有人。                           | 喬治六世                  |
| 4 !  | 斯坦斯蓋特子爵                    | 1942年1月12日  | 非常尊敬的威廉·威治伍德·本恩，MP               | 曾任印度事務大臣。                               | 喬治六世                  |
| 4 !  | 馬傑遜子爵                        | 1942年4月27日  | 非常尊敬的大衛·馬傑遜，MP                      | 曾任陸軍事務大臣。                               | 喬治六世                  |
| 4 !  | 達文特里子爵                      | 1943年5月3日   | 穆列爾·菲茨羅伊                                | 她為下議院議長愛德華·菲茨羅伊議員之的孀婦。      | 喬治六世                  |
|      | 艾迪生子爵                        | 1945年7月2日   | 第一代艾迪生男爵                               | 曾任衛生大臣。                                   | 喬治六世                  |
| 4 !  | 凱姆斯利子爵                      | 1945年9月12日  | 第一代凱姆斯利男爵                             | 為每日電訊報之持有人。                           | 喬治六世                  |
| 4 !  | 馬奇伍德子爵                      | 1945年9月13日  | 第一代馬奇伍德男爵                             |                                                  | 喬治六世                  |
|      | 阿拉曼的蒙哥馬利子爵              | 1946年1月31日  | 伯納德·蒙哥馬利爵士                            | 因陸軍軍功獲冊封。                               | 喬治六世                  |
| 3 !  | 突尼西亞的亞歷山大子爵            | 1946年3月1日   | 由聯合王國爵位中的突尼西亞的亞歷山大伯爵持有。 | 由聯合王國爵位中的突尼西亞的亞歷山大伯爵持有。   | 喬治六世                  |
| 3 !  | 緬甸的蒙巴頓子爵                  | 1946年8月23日  | 由聯合王國爵位中的緬甸的蒙巴頓伯爵持有。       | 由聯合王國爵位中的緬甸的蒙巴頓伯爵持有。         | 喬治六世                  |
| 4 !  | 韋弗利子爵                        | 1952年1月28日  | 非常尊敬的約翰·安德森爵士                      | 曾任財政大臣。                                   | 喬治六世                  |
|      | 瑟索子爵                          | 1952年4月10日  | 非常尊敬的阿奇博·辛克萊爾爵士                  | 曾任自由黨領袖。                                 | 伊麗莎白二世              |
| 4 !  | 布鲁克博羅子爵                    | 1952年7月1日   | 非常尊敬的巴塞爾·布鲁克爵士，MP                | 曾任北愛爾蘭總理。                               | 伊麗莎白二世              |
| 5 !  | 諾域治子爵                        | 1952年7月5日   | 非常尊敬的達夫·庫珀爵士                        | 曾任駐法國大使。                                 | 伊麗莎白二世              |
| 3 !  | 伍爾頓子爵                        | 1953年7月2日   | 由聯合王國爵位中的伍爾頓伯爵持有。             | 由聯合王國爵位中的伍爾頓伯爵持有。               | 伊麗莎白二世              |
|      | 萊瑟斯子爵                        | 1954年1月18日  | 第一代萊瑟斯男爵                               | 曾任戰爭運輸大臣。                               | 伊麗莎白二世              |
| 5 !  | 索爾伯里子爵                      | 1954年7月16日  | 第一代索爾伯里男爵                             | 曾任錫蘭總督。                                   | 伊麗莎白二世              |
| 4 !  | 錢多斯子爵                        | 1954年9月9日   | 非常尊敬的奧利弗·利特爾頓，MP                  | 曾任殖民地大臣。                                 | 伊麗莎白二世              |
| 4 !  | 莫爾文子爵                        | 1955年3月18日  | 非常尊敬的高弗雷·哈金斯爵士，MP                | 曾任羅德西亞與尼亞薩蘭聯邦總理。                 | 伊麗莎白二世              |
| 4 !  | 德利勒子爵                        | 1956年1月12日  | 第六代德利勒男爵                               | 曾任空軍大臣 (英國)。                            | 伊麗莎白二世              |
|      | 布倫奇利的蒙克頓子爵              | 1957年2月11日  | 非常尊敬的沃爾特·蒙克頓爵士，MP                | 曾任國防大臣。                                   | 伊麗莎白二世              |
| 4 !  | 滕比子爵                          | 1957年2月12日  | 非常尊敬的格威利姆·勞合·喬治，MP               | 曾任内政大臣。                                   | 伊麗莎白二世              |
| 4 !  | 哈利法克斯的麥金塔子爵            | 1957年7月10日  | 第一代哈利法克斯的麥金塔男爵                   | 為麥氏糖果之持有人。                             | 伊麗莎白二世              |
| 4 !  | 鄧羅西爾子爵                      | 1959年11月12日 | 非常尊敬的威廉·莫里森，MP                      | 曾任下議院議長。                                 | 伊麗莎白二世              |
|      | 芬德霍恩的斯圖亞特子爵            | 1959年11月20日 | 非常尊敬的詹姆斯·斯圖亞特                      | 曾任蘇格蘭事務大臣。                             | 伊麗莎白二世              |
|      | 羅奇代爾子爵                      | 1960年1月20日  | 第二代羅奇代爾男爵                             |                                                  | 伊麗莎白二世              |
|      | 斯利姆子爵                        | 1960年7月15日  | 威廉·斯利姆爵士                                | 曾任澳大利亞總督。                               | 伊麗莎白二世              |
|      | 黑德子爵                          | 1960年8月2日   | 非常尊敬的安東尼·黑德，MP                      | 曾任駐尼日利亞高級專員。                         | 伊麗莎白二世              |
|      | 默頓的博伊德子爵                  | 1960年9月8日   | 非常尊敬的艾倫·倫諾克斯-博伊德，MP             | 曾任殖民地大臣。                                 | 伊麗莎白二世              |
|      | 米爾斯子爵                        | 1962年8月22日  | 第一代米爾斯男爵                               | 曾任財政部主計長。                               | 伊麗莎白二世              |
| 4 !  | 布拉肯漢姆子爵                    | 1963年11月8日  | 非常尊敬的約翰·黑爾，MP                        | 曾任保守黨主席。                                 | 伊麗莎白二世              |
| 4 !  | 埃克爾斯子爵                      | 1964年1月14日  | 第一代埃克爾斯男爵                             | 曾任文化大臣。                                   | 伊麗莎白二世              |
| 4 !  | 迪爾霍恩子爵                      | 1964年12月7日  | 第一代迪爾霍恩男爵                             | 曾任大法官。                                     | 伊麗莎白二世              |

## 男爵爵位
由於技術限制，有關聯合王國貴族中的男爵爵位，請參見聯合王國貴族中的男爵爵位。

## 《1999年上議院法令》通過後迄今已絕嗣爵位

### 伯爵爵位
| 紋章 | 爵位                                       | 冊封日期      | 絕嗣日期       | 獲冊封者                 | 備注               | 冊封君主     |
| ---- | ------------------------------------------ | ------------- | -------------- | ------------------------ | ------------------ | ------------ |
|      | 芒斯特伯爵 菲茨克拉倫斯子爵 蒂克斯伯里男爵 | 1831年6月4日  | 2000年12月30日 | 喬治·菲茨克拉倫斯紳士    |                    | 威廉四世     |
|      | 洛夫萊斯伯爵 奧卡姆子爵                    | 1838年6月30日 | 2018年1月31日  | 第八代金男爵             |                    | 維多利亞女皇 |
|      | 哈爾斯伯里伯爵 蒂弗頓子爵                  | 1898年1月19日 | 2010年12月31日 | 第一代哈爾斯伯里男爵     | 曾任大法官。       | 維多利亞女皇 |
|      | 基奇納伯爵 布魯姆子爵 登頓男爵             | 1914年7月27日 | 2011年12月16日 | 第一代喀土穆的基奇納子爵 | 因陸軍軍功獲冊封。 | 喬治五世     |

### 子爵爵位
| 紋章 | 爵位           | 冊封日期       | 絕嗣日期       | 獲冊封者                     | 備注               | 冊封君主     |
| ---- | -------------- | -------------- | -------------- | ---------------------------- | ------------------ | ------------ |
|      | 克羅斯子爵     | 1886年8月19日  | 2004年12月5日  | 非常尊敬的R·A·克羅斯爵士，MP | 曾任內政大臣。     | 維多利亞女皇 |
|      | 邱吉爾子爵     | 1902年7月14日  | 2017年10月18日 | 第三代邱吉爾男爵             |                    | 愛德華七世   |
|      | 利華休姆子爵   | 1922年11月27日 | 2000年7月4日   | 第一代利華休姆男爵           |                    | 喬治五世     |
|      | 格林伍德子爵   | 1937年2月16日  | 2003年7月7日   | 第一代格林伍德男爵           | 曾任内閣大臣。     | 喬治六世     |
|      | 艾倫布魯克子爵 | 1946年1月29日  | 2018年1月10日  | 第一代艾倫布魯克男爵         | 因陸軍軍功獲冊封。 | 喬治六世     |
|      | 恩格爾比子爵   | 1956年1月17日  | 2008年8月14日  | 非常尊敬的奧斯伯特·皮克，MP  | 曾任内閣大臣。     | 伊麗莎白二世 |

## 無嗣的現存爵位

### 聯合王國貴族
| 爵位                 | 冊封君主     |
| 公爵                 | 公爵         |
| -------------------- | ------------ |
| 約克公爵             | 伊麗莎白二世 |
| 西敏公爵             | 維多利亞女皇 |
| 侯爵                 |              |
| 阿伯加文尼侯爵       | 維多利亞女皇 |
| 伯爵                 |              |
| 羅素伯爵             | 維多利亞女皇 |
| 黑格伯爵             | 喬治五世     |
| 艾德禮伯爵           | 伊麗莎白二世 |
| 伍爾頓伯爵           | 伊麗莎白二世 |
| 子爵                 |              |
| 歌賦子爵             | 維多利亞女皇 |
| 朗子爵               | 喬治五世     |
| 克雷加文子爵         | 喬治五世     |
| 戴維森子爵           | 喬治六世     |
| 西蒙子爵             | 喬治六世     |
| 馬傑遜子爵           | 喬治六世     |
| 阿拉曼的蒙哥馬利子爵 | 喬治六世     |
| 諾域治子爵           | 伊麗莎白二世 |
| 米爾斯子爵           | 伊麗莎白二世 |

### 持有聯合王國爵位的蘇格蘭和愛爾蘭貴族
- 阿倫伯爵（英语：Earl of Arran (Ireland)）——薩德利男爵
- 克蘭克蒂伯爵（英语：Earl of Clancarty）——克蘭克蒂子爵及特倫奇男爵
- 鮑爾斯考特子爵（英语：Viscount Powerscourt）——鮑爾斯考特男爵

## 尊稱
除了公爵外，其他擁有爵位的男性貴族在普通場合可稱為「○勳爵」（Lord X），「○」為封號，一般為授封領地或貴族之姓；女性貴族則爲「○女勳爵」（Lady X）。公爵和女公爵則一般直接稱為「公爵」和「女公爵」（注意並沒有封號），並在正式場合中稱為「閣下」（Your Grace）。

## 貴族列表
- 31位公爵：參見現存不列顛及愛爾蘭公爵列表
- 34位侯爵：參見現存不列顛及愛爾蘭侯爵列表
- 193位伯爵：參見現存不列顛及愛爾蘭伯爵列表（英语：List of earls in the peerages of Britain and Ireland）
- 112位子爵：參見現存不列顛及愛爾蘭子爵列表（英语：List of viscounts in the peerages of Britain and Ireland）
- 1,187位男爵：參見現存不列顛及愛爾蘭男爵列表（英语：List of barons in the peerages of Britain and Ireland）